# María Ignacia Montt
María Ignacia Montt Blanchard (23 de febrero de 1996) es una atleta chilena que se especializa en carreras de velocidad.

## Biografía
Su interés en el atletismo partió a los 10 años, pero tuvo su debut deportivo a los 16.
A los 11 años fue diagnosticada con diabetes tipo 1. Estudió en el Saint George's College y es licenciada en Ingeniería Comercial por la Universidad Católica.

## Carrera deportiva
Obtuvo su primera experiencia internacional en 2012, cuando obtuvo el cuarto lugar en los 100 metros planos en 12,61 segundos y el quinto lugar en los 200 metros en 25,33 segundos en el Campeonato Sudamericano Juvenil en Mendoza. En 2015 quedó séptima en los 100 y 200 metros en el Campeonato Sudamericano Junior de Cuenca con 12.20 segundos y 25.12 segundos, respectivamente, y ganó con el relevo chileno 4x100 metros en 46.23 segundos la medalla de broncey finalizó cuarta en los 4 x relevo de 400 metros con un tiempo de 3:52.84 minutos. 
En 2018, fue eliminada del Campeonato Sudamericano Sub-23 de Cuenca con 11,77 segundos en los 100 metros y ganó la medalla de plata en el relevo 4x400 metros en 45,55 segundos, detrás del equipo de Ecuador y quedó en cuarto lugar en el relevo de 400 metros. 
En 2021, obtuvo el quinto lugar en los 100 metros en el Campeonato Sudamericano de Guayaquil con 11,77 segundos. En octubre participó en los Juegos Sudamericanos de Asunción y ganó la medalla de plata detrás de Colombia en 45,04 segundos junto a Macarena Borie, Isidora Jiménez y Javiera Cañas.
En los Juegos Panamericanos de 2023 realizados en Santiago, junto a Martina Weil, Anaís Hernández e Isidora Jiménez, consiguieron la medalla de plata en los relevos 4x100 con un tiempo de 44.19 segundos, batiendo el récord nacional.   En el Mundial de Relevos de Guangzhou de 2025, el equipo conformado por Montt, Hernández, Jiménez y Antonia Ramírez consiguió volver a romper el récord nacional con un tiempo de 43,64 segundos y clasificar por primera vez a un equipo femenino de 4x100 a un Campeonato Mundial de Atletismo.

## Plusmarcas nacionales
Actualizado al 2 noviembre de 2023.
| Categoría | Prueba     | Marca            | Fecha                    | Lugar                 | Competición                           |
| --------- | ---------- | ---------------- | ------------------------ | --------------------- | ------------------------------------- |
| Velocidad | 100 m      | 11,38 (+2,0 m/s) | 14 de septiembre de 2023 | Santiago, Chile       | Grand Prix Internacional de Primavera |
| Velocidad | 60 m (ID)  | 7,56             | 25 de enero de 2023      | Valencia, España      |                                       |
| Velocidad | 200 m      | 23,83 (+0,5 m/s) | 28 de mayo de 2022       | Lede, Bélgica         |                                       |
| Velocidad | 200 m (ID) | 25,84            | 12 de diciembre de 2015  | Nampa, Estados Unidos |                                       |
| Relevos   | 4 × 100 m  | 44,19            | 2 de noviembre de 2023   | Santiago, Chile       | Juegos Panamericanos                  |

## Participación en eventos olímpicos y mundiales
| Año  | Campeonato                            | Lugar                 | Resultado      | Distancia | Marca   | Ref.   |
| ---- | ------------------------------------- | --------------------- | -------------- | --------- | ------- | ------ |
| 2012 | Campeonato Sudamericano Juvenil       | Mendoza, Argentina    | 3.º            | 100 m     | 12"61   |        |
| 2012 | Campeonato Sudamericano Juvenil       | Mendoza, Argentina    | 5.º            | 200 m     | 25"33   |        |
| 2015 | Campeonato Sudamericano Junior        | Cuenca, Ecuador       | 7.º            | 100 m     | 12"20   |        |
| 2015 | Campeonato Sudamericano Junior        | Cuenca, Ecuador       | 7.º            | 200 m     | 25"12   |        |
| 2015 | Campeonato Sudamericano Junior        | Cuenca, Ecuador       | 3.º            | 4×100 m   |         |        |
| 2015 | Campeonato Sudamericano Junior        | Cuenca, Ecuador       | 4.º            | 4×400 m   | 3'52"84 |        |
| 2018 | Campeonato Sudamericano Sub-23        | Cuenca, Ecuador       | Sin clasificar | 100 m     | 12"24   |        |
| 2018 | Campeonato Sudamericano Sub-23        | Cuenca, Ecuador       | 2.º            | 4×100 m   | 45"55   | [ 6 ]  |
| 2018 | Campeonato Sudamericano Sub-23        | Cuenca, Ecuador       | 4.º            | 4×400 m   | 3'44"82 | [ 13 ] |
| 2019 | Universiada de Verano                 | Nápoles, Italia       | Sin clasificar | 100 m     | 12"43   |        |
| 2019 | Universiada de Verano                 | Nápoles, Italia       | Descalificada  | 200 m     |         |        |
| 2021 | Campeonato Sudamericano               | Guayaquil, Ecuador    | Sin clasificar | 100 m     | 11"77   |        |
| 2021 | Campeonato Sudamericano               | Guayaquil, Ecuador    | Descalificada  | 200 m     |         |        |
| 2021 | Campeonato Iberoamericano             | La Nucía, España      | Sin clasificar | 100 m     | 11"51   |        |
| 2021 | Campeonato Iberoamericano             | La Nucía, España      | Sin clasificar | 200 m     | 24"42   |        |
| 2021 | Grand Prix Sudamericano de Argentina. | Concepción, Argentina | 1.º            | 100 m     | 11"33   | [ 14 ] |
| 2022 | Juegos Bolivarianos                   | Valledupar, Colombia  | 8.º            | 100 m     | 12"76   |        |
| 2022 | Juegos Bolivarianos                   | Valledupar, Colombia  | 6.º            | 200 m     | 23"98   |        |
| 2022 | Juegos Bolivarianos                   | Valledupar, Colombia  | 2.º            | 4×100 m   | 44"57   | [ 15 ] |
| 2022 | Juegos Suramericanos                  | Asunción, Paraguay    | 2.º            | 4x100 m   | 45"40   | [ 7 ]  |
| 2023 | Grand Prix Internacional de Primavera | Santiago, Chile       | 1.º            | 100 m     | 11"38   | [ 11 ] |
| 2023 | Grand Prix Internacional de Primavera | Santiago, Chile       | 1.º            | 200 m     | 23"92   | [ 11 ] |
| 2023 | Juegos Panamericanos                  | Santiago, Chile       | Sin clasificar | 100 m     | 11"84   | [ 16 ] |
| 2023 | Juegos Panamericanos                  | Santiago, Chile       | 2.º            | 4×100 m   | 44"19   | [ 12 ] |